# Christian Bravo
Christian Daniel Bravo Araneda (Iquique, 1º ottobre 1993) è un calciatore cileno, attaccante del Dep. Antofagasta.

## Palmarès

### Club

#### Competizioni nazionali
- Campionato cileno: 3

Universidad de Chile: Apertura 2011, Clausura 2011, Apertura 2012